# Trzeci poziom ligowych rozgrywek piłkarskich w Polsce (1950/1951)
Trzeci poziom ligowych rozgrywek piłkarskich w Polsce (1950/1951) – rozgrywki okręgowe klasy A są najwyższym poziomem lig okręgowych w sezonie 1950/51. Zwycięzcy grup rozgrywają mecze barażowe o prawo gry w II lidze.
W niektórych okręgach sezon 1950 roku rozpoczynał się w 1949. W roku 1951 w całej Polsce zmieniono system rozgrywek na wiosna-jesień.
| Poziomy rozgrywkowe w sezonie 1950 w zależności od okręgu dotyczy także sezonu 1949/1950 lub 1950/1951 | Poziomy rozgrywkowe w sezonie 1950 w zależności od okręgu dotyczy także sezonu 1949/1950 lub 1950/1951 | Poziomy rozgrywkowe w sezonie 1950 w zależności od okręgu dotyczy także sezonu 1949/1950 lub 1950/1951 |
| Rozgrywki                                                                                              | P | Nazwa                                                                                                  |
| --- | --- | --- |
| Centralne                                                                                              | I | I Liga                                                                                                 |
| Centralne                                                                                              | II | II Liga (2 grupy)                                                                                      |
| Okręgowe (14 okręgów)*                                                                                 | III | Klasa A                                                                                                |
| Okręgowe (14 okręgów)*                                                                                 | IV | Klasa B                                                                                                |
| Okręgowe (14 okręgów)*                                                                                 | V | Klasa C                                                                                                |
| Okręgowe (14 okręgów)*                                                                                 | VI | |
| (*) Różna ilość klas oraz grup w zależności od okręgu.                                                 | | |
| System ligowy piłki nożnej w Polsce                                                                    | | |

## Klasa A – OZPN Rzeszów
| Poz. | Klub              | M | Pkt. | Mecze | Mecze | Mecze | Bramki | Bramki |
| Poz. | Klub              | M | Pkt. | zwy.  | rem.  | por.  | zdob.  | stra.  |
| ---- | ----------------- | - | ---- | ----- | ----- | ----- | ------ | ------ |
| 1    | Włókniarz Krosno  | 4 | 7    |       |       |       | 13     | 4      |
| 2    | Unia Gorlice      | 5 | 7    |       |       |       | 13     | 9      |
| 3    | Gwardia Rzeszów   | 6 | 6    |       |       |       | 12     | 14     |
| 4    | Spójnia Rzeszów   | 6 | 6    |       |       |       | 9      | 11     |
| 5    | Związkowiec Jasło | 6 | 5    |       |       |       | 11     | 8      |
| 6    | Unia Krosno       | 5 | 5    |       |       |       | 5      | 9      |
| 7    | Stal Mielec       | 6 | 2    |       |       |       | 10     | 18     |

| Poz. | Klub                 | M | Pkt. | Mecze | Mecze | Mecze | Bramki | Bramki |
| Poz. | Klub                 | M | Pkt. | zwy.  | rem.  | por.  | zdob.  | stra.  |
| ---- | -------------------- | - | ---- | ----- | ----- | ----- | ------ | ------ |
| 1    | Unia Przeworsk       | 4 | 8    | 4     | 0     | 0     | 15     | 2      |
| 2    | Stal Stalowa Wola    | 4 | 7    |       |       |       | 8      | 2      |
| 3    | Stal Rzeszów         | 4 | 6    |       |       |       | 14     | 5      |
| 4    | Gwardia Przemyśl     | 4 | 6    |       |       |       | 7      | 11     |
| 5    | Ogniwo Rzeszów       | 6 | 4    |       |       |       | 12     | 8      |
| 6    | Kolejarz Jarosław    | 6 | 4    |       |       |       | 7      | 14     |
| 7    | Związkowiec Jarosław | 7 | 4    |       |       |       | 9      | 20     |
| 8    | Gwardia Lubaczów     | 5 | 1    |       |       |       | 4      | 14     |

- W sezonie 1950/1951 zorganizowano mistrzostwa A-klasy okręgu rzeszowskiego, utworzone po włączeniu okręgu przemyskiego do okręgu rzeszowskiego[1][2]. W ramach tych rozgrywek powołano dwie grupy[1]. Pierwotnie anonsowano skład dwóch grup po siedmiu uczestników:
  - Grupa I: Związkowiec Jasło, Gwardia Rzeszów, Spójnia Rzeszów, Związkowiec Gorlice, Unia Krosno, Włókniarz Krosno, Stal Mielec
  - Grupa II: Ogniwo Rzeszów, Unia Przeworsk, Związkowiec Jarosław, Gwardia Lubaczów, Kolejarz Jarosław, Gwardia Przemyśl, Stal Stalowa Wola[1]
- Pierwszą rundę zaplanowano w terminie od 10 września do 5/12 listopada 1950[1].
- Ostatnie wyniki klasy A ROZPN pochodzą z listopada 1950, zaś w publikowanej wówczas tabeli Grupy II figurował jako ósmy uczestnik – zespół Stali Rzeszów[3]. Mecz 5 listopada 1950 Unia Przeworsk – Gwardia Przemyśl, zakończony wynikiem 9:2, późniejszą decyzją Wydziału Gier i Dyscyplin ROZPN został uznany za mecz towarzyski[4].
- Na wiosnę 1951 rozpoczął się nowy sezon, powołanych mistrzostw wojewódzkich A klasy[5].

## Klasa A – OZPN Białystok
| Poz. | Drużyna               | M  | Z | R | P | Bramki | Punkty |
| ---- | --------------------- | -- | - | - | - | ------ | ------ |
| 1    | Gwardia Białystok     | 10 | 9 | 0 | 1 | 42-12  | 18     |
| 2    | Kolejarz Ełk          | 10 | 7 | 0 | 3 | 28-13  | 14     |
| 3    | WKS Wigry Suwałki     | 10 | 5 | 2 | 3 | 25-19  | 12     |
| 4    | Związkowiec Białystok | 10 | 4 | 2 | 4 | 28-21  | 10     |
| 5    | Unia Hajnówka         | 10 | 1 | 3 | 6 | 13-31  | 5      |
| 6    | Kolejarz Starosielce  | 10 | 0 | 1 | 9 | 12-52  | 1      |

- Zmiana nazwy KS ZZK na Kolejarz Ełk.
- Zmiana nazwy Żubr na Unia Hajnówka.
- Zmiana nazwy ZZK na Kolejarz Starosielce.
- Z powodu powiększenia ligi nikt nie spadł do A klasy.
- W przyszłym sezonie klasa A b edzie nosiła nazwę Klasa Wojewódzka, natomiast klasa B i C – Klasa Powiatowa.

## Klasa A – OZPN Olsztyn
| Poz. | Drużyna               | M  | Z | R | P | Bramki | Punkty |
| ---- | --------------------- | -- | - | - | - | ------ | ------ |
| 1    | Gwardia Olsztyn       | 13 |   |   |   |        | 25     |
| 2    | Gwardia Kętrzyn       | 13 |   |   |   |        | 20     |
| 3    | Spójnia Olsztyn       | 13 |   |   |   |        | 15     |
| 4    | Spójnia Kętrzyn (b)   | 13 |   |   |   |        | 13     |
| 5    | Kolejarz Iława        | 13 |   |   |   |        | 13     |
| 6    | Kolejarz Olsztynek(b) | 13 |   |   |   |        | 8      |
| 7    | Ogniwo Giżycko (b)    | 13 |   |   |   |        | 6      |
| 8    | Kolejarz Ostróda      | 13 |   |   |   |        | 6      |

- tabela po 13 kolejkach

## Klasa A – OZPN Lublin
1 grupa

## Klasa A – OZPN Warszawa
Warszawa – 1 grupa

Siedlce – 1 grupa

## Klasa A – OZPN Łódź
1 grupa

## Klasa A – OZPN Kielce
Kielce – 1 grupa

Radom – 1 grupa

## Klasa A – OOZPN Kraków
2 grupy

## Klasa A – OZPN Katowice
Katowice – 8 grup

Opole – 2 grupy

Częstochowa – 1 grupa

Sosnowiec – 1 grupa

## Klasa A – OZPN Wrocław
2 grupy

## Klasa A – OZPN Poznań
2 grupy

## Klasa A – OZPN Bydgoszcz
1 grupa

## Klasa A – OZPN Szczecin
1 grupa

## Klasa A – OZPN Gdańsk
1 grupa

## Baraże o II ligę
Baraże o wejście do II ligi edycji 1951.

### Grupa I
| Poz. | Drużyna           | M | Z | R | P | Bramki | Punkty |
| ---- | ----------------- | - | - | - | - | ------ | ------ |
| 1    | Gwardia Bydgoszcz | 8 |   |   |   | 12-6   | 11     |
| 2    | Kolejarz Gdańsk   | 8 |   |   |   | 13-15  | 10     |
| 3    | Budowlani Poznań  | 8 |   |   |   | 14-17  | 7      |
| 4    | Gwardia Słupsk    | 8 |   |   |   | 13-11  | 5      |
| 5    | Górnik Wałbrzych  | 8 |   |   |   | 9-36   | 2      |

### Grupa II
| Poz. | Drużyna           | M | Z | R | P | Bramki | Punkty |
| ---- | ----------------- | - | - | - | - | ------ | ------ |
| 1    | Gwardia Warszawa  | 8 |   |   |   | 38-8   | 15     |
| 2    | Kolejarz Łódź     | 8 |   |   |   | 26-12  | 12     |
| 3    | Kolejarz Olsztyn  | 8 |   |   |   | 15-22  | 6      |
| 4    | Gwardia Białystok | 8 |   |   |   | 14-24  | 5      |
| 5    | Kolejarz Siedlce  | 8 |   |   |   | 9-36   | 2      |

- Po zakończeniu rozgrywek decyzją PZPN dokooptowano do II ligi drużyny z Siedlec i Białegostoku. Decyzji przy zielonym stoliku przyświecała idea wsparcia "piłkarsko – ubogich" regionów, mająca na celu włączenie do rywalizacji na szczeblu centralnym.

### Grupa III
| Poz. | Drużyna                 | M | Z | R | P | Bramki | Punkty |
| ---- | ----------------------- | - | - | - | - | ------ | ------ |
| 1    | Górnik Knurów           | 8 |   |   |   | 33-9   | 14     |
| 2    | Górnik Zabrze           | 8 |   |   |   | 28-8   | 11     |
| 3    | Stal Skarżysko-Kamienna | 8 |   |   |   | 14-30  | 7      |
| 4    | Stal Radom              | 8 |   |   |   | 14-17  | 5      |
| 5    | Gwardia Częstochowa     | 8 |   |   |   | 13-38  | 3      |

### Grupa IV
| Poz. | Drużyna               | M | Z | R | P | Bramki | Punkty |
| ---- | --------------------- | - | - | - | - | ------ | ------ |
| 1    | Stal Dąbrowa Górnicza | 8 |   |   |   | 24-10  | 12     |
| 2    | Spójnia Kraków        | 8 |   |   |   | 21-12  | 11     |
| 3    | Stal Mielec           | 8 |   |   |   | 22-18  | 8      |
| 4    | Stal Stalowa Wola     | 8 |   |   |   | 12-17  | 8      |
| 5    | Kolejarz Chełm        | 8 |   |   |   | 11-33  | 1      |